# آنتون پوولنی
آنتون پوولنی (به انگلیسی: Anton Powolny) (متولد ۲۹ اوت ۱۸۹۹) بازیکن سابق فوتبال اهل اتریش می‌باشد که در پست مهاجم بازی می‌کرد.
وی در تنها فصل حضورش در اینتر میلان با ۲۲ گل در ۲۷ بازی بهترین گلزن فصل ۱۹۲۶–۲۷ لیگ ایتالیا شد.